# Urgell
|  | Per a altres significats, vegeu «Urgell (desambiguació)». |

L'Urgell o el Baix Urgell (per oposició a l'Alt Urgell) és una comarca de Ponent, a Catalunya. Es poden distingir quatre contrades amb característiques pròpies: el sector del Pla d'Urgell, la Ribera de Sió, la conca del riu Ondara i la vall del Corb. La comarca actual de l'Urgell es compon de vint municipis, que comprenen una superfície total de 579,73 km², amb una població de 36.670 habitants (2009). La base econòmica de l'Urgell gira entorn dels serveis, la indústria, l'agricultura, la ramaderia i l'elaboració i transformació dels productes agropecuaris. Tàrrega, municipi situat a l'est de la comarca, limitant amb la Segarra, és la població més important, amb més d'un terç de la població comarcal i nombroses indústries. Destaquen Agramunt i Bellpuig.
L'Urgell és a la depressió central, entorn de la ciutat de Tàrrega, cap comarcal i centre comercial, de serveis i de comunicacions d'un sector de la plana. Comprèn part de la plana d'Urgell, recorreguda pel riu Ondara. Cap al nord el relleu és accidentat per la serra d'Almenara (459 msnm) i la vall del Sió, on s'ha establert Agramunt. Al sud hi ha la vall del riu Corb, amb relleus esglaonats, que limiten amb la Segarra i la Conca de Barberà (serra del Tallat, 803 msnm).
En la revisió de la divisió comarcal de l'any 1987 se'n va despendre una nova comarca anomenada Pla d'Urgell i el 1990 alguns municipis s'annexionaren a la Segarra. Els municipis de Barbens, Castellnou de Seana, Ivars d'Urgell, Vilanova de Bellpuig i Vila-sana d'Urgell se segregaren de la comarca de l'Urgell per a formar part de la nova comarca del Pla d'Urgell. Són cinc municipis del sector més occidental de l'antiga comarca d'Urgell amb una economia molt activa, basada en el regadiu, la ramaderia i diverses indústries agropecuàries. La llei de modificació de la divisió comarcal de Catalunya de gener de 1990 també afectà l'Urgell. El municipi de Montornès de Segarra se segregà de l'Urgell i s'agregà a la Segarra.

## Origen del topònim
L'origen del topònim és un manlleu de l'antic comtat pirinenc d'Urgell que conquistà el sector del nord de la comarca i van deixar aquest nom a una extens sector que inicialment era poc poblat i emprat com a terra de pasturatges. En fer-se la conquesta definitiva de Lleida al segle xi apareix ja totalment configurada en els nuclis i poblacions importants.
Etimològicament, el topònim Urgell, segons el lingüista Joan Coromines, és d'origen preromà. Aquest mateix autor interpreta que el seu significat es relacionaria amb la presència d'aigua -l'arrel basca ur-, cosa que és versemblant si es té present l'origen específicament pirinenc del topònim. En qualsevol cas, l'etimologia és irrellevant amb relació a la comarca, ja que aquest topònim hi arribà per trasllat. Si agafem l'ibèric en el mot gil, que vol dir quiet, juntament amb ur(a), que vol dir aigua, tindrem una explicació plausible del nom, afegint la normal derivació fonética al català: Aigua quieta. Efectivament l'Urgell és el centre de les Planes de Ponent, on l'aigua discorre amb calma.

## Relleu
La comarca de l'Urgell és un territori de transició. És a la part central de les planes de Ponent, dins la Depressió Central Catalana. Forma part de quatre unitats de relleu que configuren quatre unitats geogràfiques ben diferenciades: el pla d'Urgell, la ribera del Sió, la conca d'Ondara i la vall del Corb. Aquestes quatre unitats s'estenen més enllà dels límits de l'actual comarca d'Urgell.

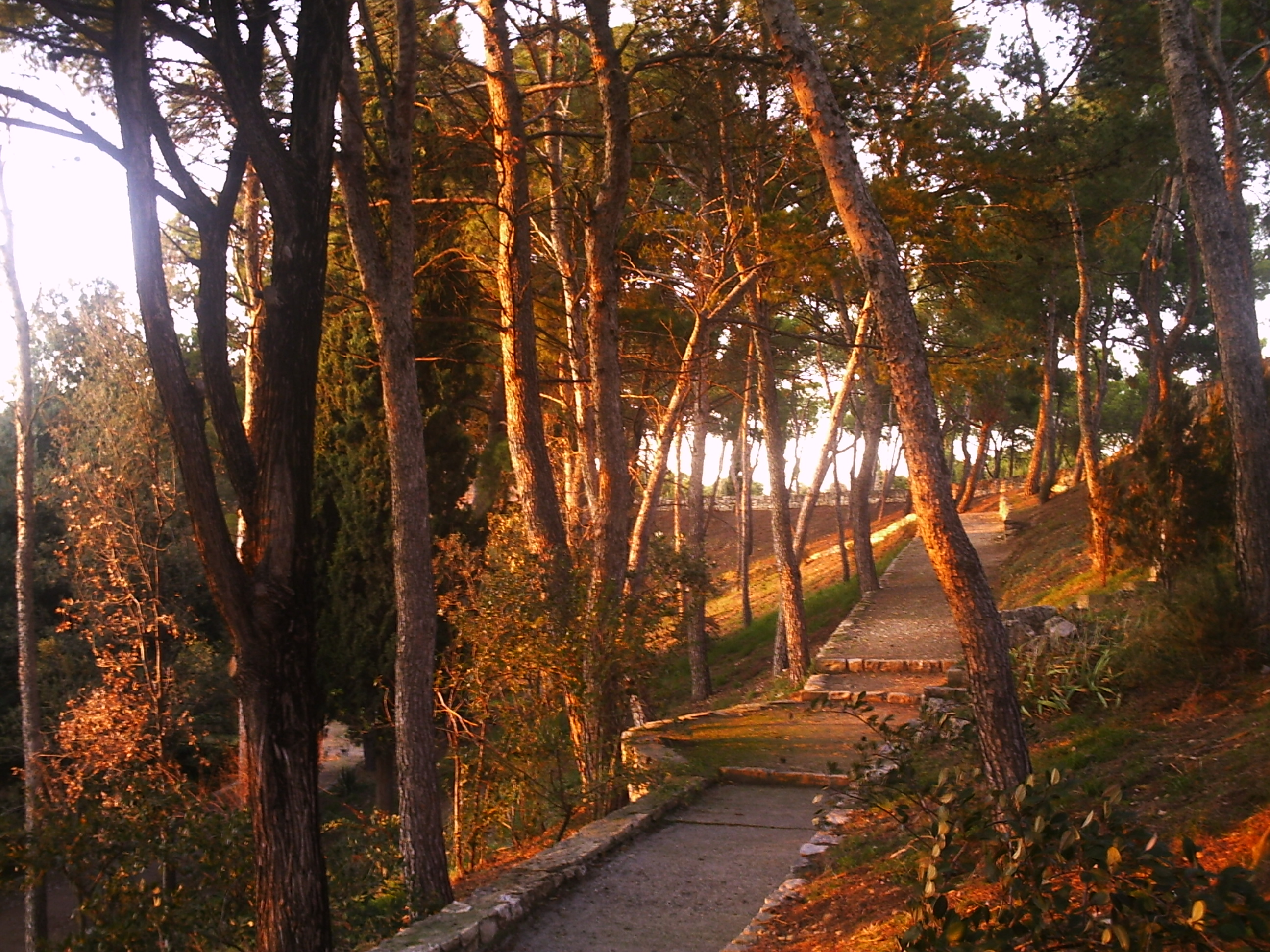
Parc de Sant Eloi al tossal d'aquest nom

El sector de la plana d'Urgell comprèn el sector central de la comarca i és constituït per un relleu amb pendents suaus. La plana té una lleugera inclinació, d'est a oest. Va de la cota 400 m. a la rodalia de la Segarra a poc menys de 300 m. El pendent general es fa més suau cap a l'oest. Precisament la part més occidental correspon al sector regat pel canal d'Urgell.
La plana urgellenca resta tallada a la rodalia de Tàrrega per petits tossals que sobresurten de manera destacada enmig de la plana: tossal de Claravalls (359 msnm), tossal de l'Espígol (368 msnm) o tossal de Sant Eloi (410 msnm). Aquest darrer és un mirador excel·lent de la ciutat de Tàrrega.
La plana d'Urgell és travessada pels rius Ondara i Corb. La conca del riu d'Ondara comprèn relleus enlairats i encaixats per torrents del sector oriental de l'Urgell i de la Segarra.
El sector sud de la comarca d'Urgell comprèn un conjunt de serres elevades, que assoleixen les cotes màximes a la serra del Tallat, en el límit amb la Conca de Barberà (tossal Gros, 803 m.). Tot el sector sud-est de la comarca es troba per sobre de la cota 500 m. amb nombrosos tossals: la Comella Gran (708 msnm). tossal del Tomasset (697 msnm) i tossal de Solans (654 msnm). El riu Corb i els seus afluents s'hi ha encaixat profundament, donant lloc a un paisatge molt contrastat amb el de la plana.
Al nord també hi ha un conjunt de serres, però de menor altitud. La plana d'Urgell és tancada pel nord per la serra d'Almenara és allargassada d'est a oest, i assoleix la cota màxima al Pilar d'Almenara amb 456,8 m des d'on es té una panoràmica extraordinària de la plana d'Urgell. La serra d'Almenara és conseqüència d'un plegament dels materials sedimentaris. Més al nord hi ha un segon plec, paral·lel a l'anterior, que forma la serra de Montclar, en part de la comarca de la Noguera.
Un tall obert per la construcció de la carretera de Tàrrega-Agramunt-Artesa de Segre mostra l'origen d'aquest plegament o bombament de les capes de materials. El tall de la carretera deixa al descobert un conjunt de plegaments formats en capes on hi ha diferents nivells de guix.
Entre les serres d'Almenara i de Montclar hi ha la riba del Sió, formada per la vall del riu del mateix nom, d'uns 10 quilòmetres d'amplada i que continua per terres de la Noguera.

## Hidrografia
El relleu lleugerament inclinat d'est a oest fa que la xarxa hidrogràfica tingui aquesta mateixa tendència. Els rius van també d'est a oest. Hi ha tres rius principals que travessen la comarca de l'Urgell. De nord a sud són el riu Sió, l'Ondara i el Corb. Tota la xarxa fluvial va a parar al Segre, o resta perduda en la plana enmig dels regadius o en àrees endorreiques.

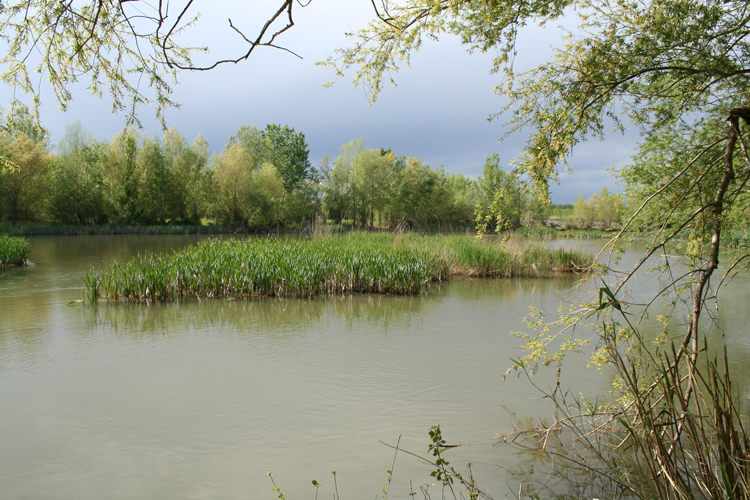
Punt on es troba el riu Corb amb el riu Segre

En general es tracta de cursos fluvials de cabal escàs, normalment van secs. Les conques són petites i discorren per terres amb precipitacions escasses i irregulars. Molts afluents, més que rius, són barrancs o torrents que recullen l'aigua de la pluja. La resta de l'any són fondals secs.
El Sió neix en plena Segarra i només té un petit recorregut per la comarca d'Urgell, entre les serres de Montclar i d'Almenara. Passa per Agramunt, a partir d'on fa de desguàs general als regadius de la part baixa de la Ribera del Sió. Desemboca al Segre poc abans de Balaguer. El Sió és l'únic dels tres rius principals de l'Urgell que arriba al Segre sense interrupcions en el seu curs natural, encara que part del seu curs baix ha estat canalitzat.
El riu d'Ondara neix al sud de la Segarra, discorre encaixat per aquesta comarca, voreja Cervera pel sud i un cop entra a l'Urgell la seva vall es fa molt més oberta. Passa per Tàrrega, on és anomenat <el Reguer>. Després de Tàrrega rep, per l'esquerra, el riu Cercavins. Més enllà d'Anglesola el riu es perd entre els regadius del canal d'Urgell. De fet hi ha una canalització que recull les aigües dels desguassos. Es creu que el riu d'Ondara abans es perdia entre els aiguamolls de l'extensa plana.
El Corb neix en la franja de contacte entre la Segarra i la Conca de Barberà. Forma una vall encaixada, d'est a oest, passant per Vallfogona de Riucorb, Guimerà, Nalec, Rocafort, el Vilet i Sant Martí de Maldà, en un recorregut en què el fons verd de la petita vall al·luvial contrasta amb les costes seques de les muntanyes que l'envolten. Poc després de Sant Martí de Maldà, a Belianes, pren direcció nord fins a Bellpuig d'Urgell. Més enllà torna a agafar la direcció oest, ja mig perdut enmig dels regadius. Convencionalment desguassa al Segre prop de Vilanova de la Barca.

## Clima

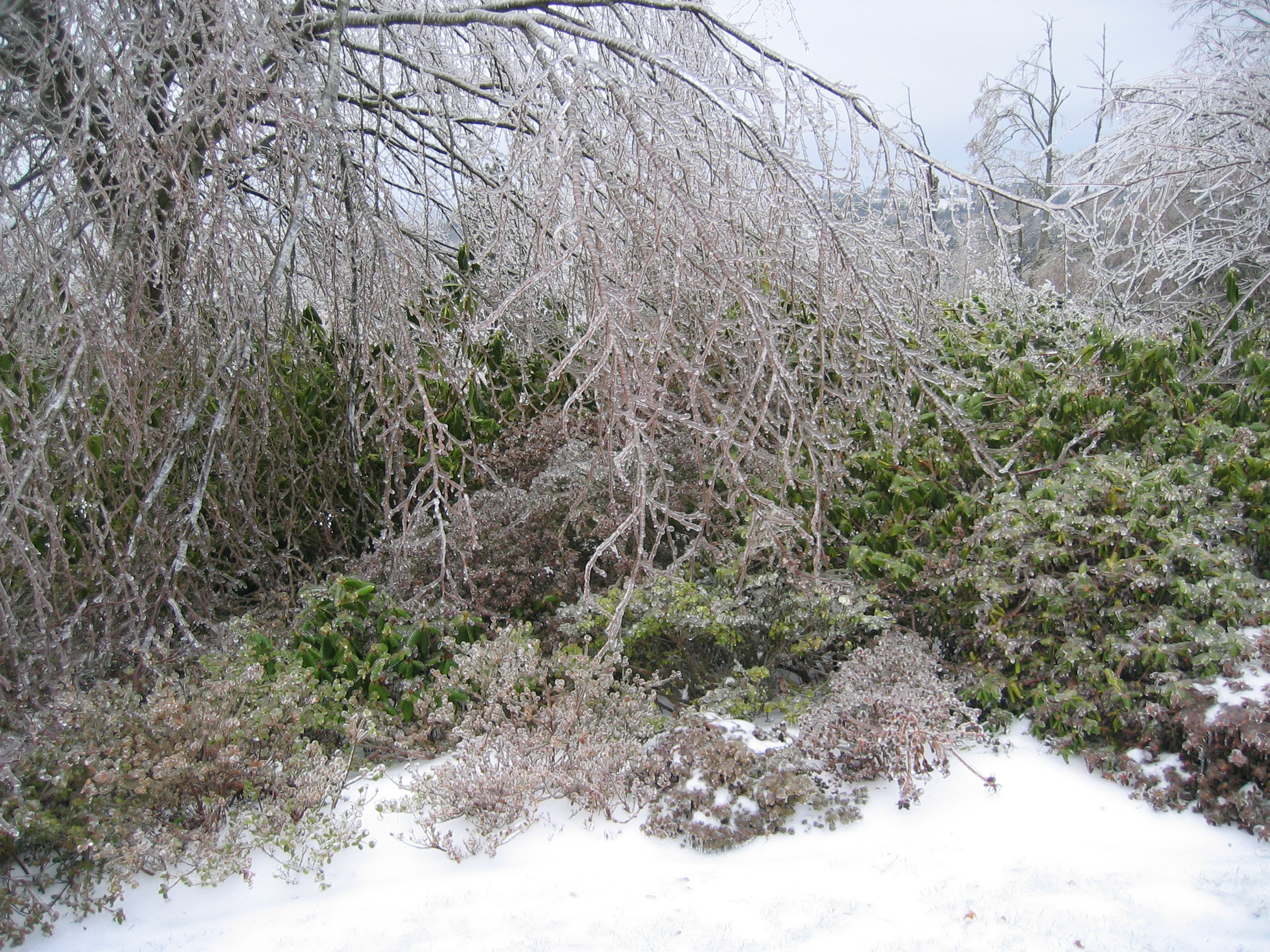
El gebre a les comarques de Lleida

El clima de l'Urgell és mediterrani amb influència continental. L'escassa diferència altitudinal entre els diversos sectors de la comarca no condiciona gaires contrasts climàtics en l'interior de la comarca. Es nota una accentuació en l'oscil·lació tèrmica en la part mitjana i inferior de la comarca. Les boires d'inversió tèrmica són freqüents de tardor a primavera els dies de calma. Les boires poden aixecar-se durant el dia, però poden més d'una setmana seguida. Quan les temperatures baixen sota zero hi ha boira, es forma gebre a les terres i plantes. A la serra del Tallat s'observa certa influència marítima i un lleuger descens de la temperatura derivat de l'altitud.
La temperatura mitjana anual se situa entre els 13 i 14 °C a gairebé tota la comarca, segurament una mica menys en la serra del Tallat i altres vessants elevats. Les temperatures hivernals són baixes, amb mitjanes mensuals de gener entre 3 i 5 °C. Els estius són força càlids, encara que les nits poden ser fresques. Les mitjanes mensuals de juliol se situen entre els 23 i 25 °C.
Les precipitacions són normalment escasses, amb mitjanes anuals inferiors als 500 mm a gairebé tota la comarca. Plou més cap als sectors muntanyosos dels extrems nord i sud de la comarca. L'hivern sol ser l'estació menys plujosa, seguida de l'estiu, que és molt seca. El maig és el mes més plujós.

## Vegetació
Més del 80% de la superfície de la comarca de l'Urgell és conreada. Resta ben poc de la vegetació natural, excepte als sectors de muntanya dels extrems nord i sud de la comarca.
Es considera que la vegetació natural a gairebé tota la comarca seria un bosc de carrasca, encara que actualment ben pocs carrascars. Hi ha bosquets de carrasques en alguns indrets de les serres septentrionals (Almenara, Montclar) i en alguna racó de la serra del Tallat. El carrascar és un bosc de creixement lent, que ha estat destruït per a establir-hi conreus, per a obtenir pastures, o simplement a conseqüència de l'explotació forestal.
Al seu lloc hi ha conreus, matollars, pradells secs i erms. l'abandó del camp en sectors de secà i la disminució de les pastures i de l'activitat forestal han fet que el carrascar estigui restituint-se lentament en alguns vessants. Hi ha també garrigues i brolles arreu on hi ha conreu.
Als vessant frescals de la serra del Tallat la vegetació natural estaria constituïda per una roureda de roure valencià. D'aquest bosc, en queden bosquets i individus aïllats de roure, sovint formant un bosc mixt amb pins i carrasques. En el territori propi del roure valencià hi ha alguns boscos de pinassa.
La vegetació de ribera seria escassa en condicions naturals, a causa de la manca de cursos d'aigua permanent. Però la introducció del regadiu ha facilitat la introducció d'arbres propis de les riberes més humides de rius cabalosos. A les ribes dels cabals i séquies hi ha pollancres, oms, freixes, salzes, àlbers i verns.

## Demografia
| Municipi               | Habitants |
| ---------------------- | --------- |
| Agramunt               | 5.439     |
| Anglesola              | 1.363     |
| Belianes               | 615       |
| Bellpuig               | 4.755     |
| Castellserà            | 1.118     |
| Ciutadilla             | 235       |
| Fuliola, la            | 1.241     |
| Guimerà                | 360       |
| Maldà                  | 293       |
| Nalec                  | 90        |
| Omells de na Gaia, els | 161       |
| Ossó de Sió            | 225       |
| Preixana               | 427       |
| Puigverd d'Agramunt    | 260       |
| Sant Martí de Riucorb  | 704       |
| Tàrrega                | 16.131    |
| Tornabous              | 822       |
| Vallbona de les Monges | 256       |
| Verdú                  | 1.014     |
| Vilagrassa             | 463       |
| Font: Idescat          |           |

La topografia relativament plana permeté una ocupació humana gairebé igual a tota la comarca. Cap curs d'aigua important, ni cap accident del relleu condicionà que un indret de l'actual comarca de l'Urgell tingués un paper destacat sobre els altres, almenys fins al segle xviii. Malgrat tot, el clima no permeté pas disposar de grans recursos.

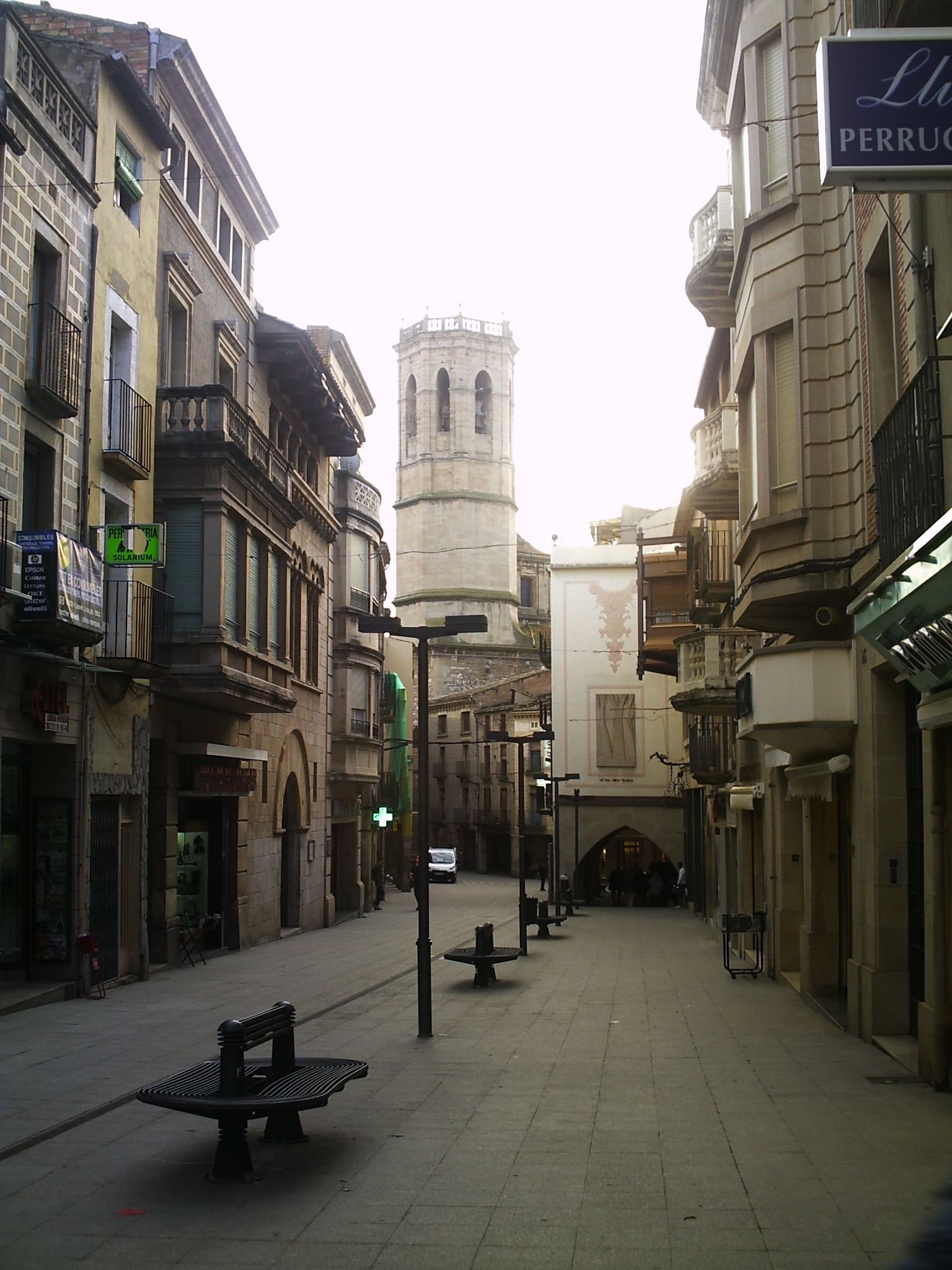
Centre emblemàtic de la capital de l'Urgell, la població amb mès habitants de la comarca

Ja el segle xvi es destaquen diverses poblacions, que durant tres segles seran les que centraran l'activitat econòmica i política. Les més importants són Tàrrega a la conca d'Ondara i Agramunt a la riba del Sió. També destaquen Verdú a la conca d'Ondara, Guimerà a la vall del Corb i Bellpuig d'Urgell i Anglesola al pla d'Urgell.
Des de començaments del segle xviii ja es disposa de dades força fiables de la població. Les dades de 1717 donen una població pels volts de 6.794 habitants i mostren el paper preponderant d'Agramunt i Tàrrega, que superen lleugerament els 1.500 h. Segueixen Verdú, Anglesola, Bellpuig d'Urgell i Guimerà, entorn dels 500 habitants. L'expansió econòmica i demogràfica del segle xviii és perceptible en l'Urgell. La població gairebé es triplica durant el segle. Les dades de 1787 donen una població d'uns 17.511 h. per al territori de la comarca actual. El creixement és a gairebé tots els municipis. Segueixen al capdavant els mateixos que ja es destacaven a l'inici del segle. L'actual terme de Tàrrega supera els 3.000 habitants i el d'Agramunt els 2.000. Bellpuig d'Urgell, Verdú i Guimerà superen el miler.
Val la pena fixar-se en el fet que nombrosos municipis de l'Urgell tenien més població a la darreria del segle xviii que en l'actualitat. El cens de 1787 dona una població més elevada que el padró de 1986 en municipi de Belianes, Ciutadilla, Guimerà, Maldà, Nalec, els Omells de Na Gaia, Puigverd d'Agramunt, Sant Martí de Riucorb, Vallbona de les Monges i Verdú. I el més sorprenent és que alguns tenen una població molt inferior a la d'aleshores. Guimerà, per exemple, ara només té un terç de la població de 1787.
Durant la primera meitat del segle xix sembla que la població comarcal disminuí una mica. El primer cens modern (1857) ens indica que hi hagué un creixement notable a mitjan segle. El cens de 1860 registra una població molt propera als 30.000 h. Es pot considerar com un moment de màxim demogràfic a l'Urgell, almenys pel que fa al seu conjunt. A partir d'aquest moment la població disminueix. El cens de 1877 dona una població de 27.556 habitants.
El despoblament ja és notable en alguns municipis de secà. En canvi, Tàrrega i Bellpuig d'Urgell tenen un augment constant. Agramunt, Verdú, Sant Martí de Riucorb i Guimerà, fins aleshores nuclis pròspers, inicien un període de decadència. La tendència al despoblament ja no es detindrà a Guimerà, Sant Martí de Riucorb i Verdú. Agramunt manté una població entorn dels 2.500 h. entre 1850 i 1950.
Aviat es noten els efectes de la construcció del canal d'Urgell. Les diferències demogràfiques seran cada vegada més grans. El quadre de les dades municipals mostra la població de 1900. Ja aleshores molts municipis havien perdut part de la població de feia mig segle, i d'altres havien començat a progressar gràcies al canal.
El mateix quadre mostra que la població total de 1900 i la de 1981 és pràcticament la mateixa. Així ho mostren també les gràfiques de l'evolució de la població, la corba de l'evolució s'entortolliga entorn dels 30.000 habitants els darrers 150 anys.
Però cal fer atenció a la gran divergència entre l'evolució de la capital i dels municipis de regadiu, i els de secà i situats a les serres de l'extrem sud o de l'extrem nord. Mentre Tàrrega passa de 5.687 habitants el (1857) a 6.477 (1900), a 11.105 (1986 i a 16.670 el 2013, d'altres veuen reduir la seva població a la meitat o a un terç. Les terres dels tossals i sense regadiu es despoblen, mentre que les de regadiu, la capital i les ben situades en les vies de comunicació prosperen. El despoblament és més intens en la vall del Corb. Belianes, Ciutadilla, Guimerà, Nalec i Vallbona de les Monges viuen un despoblament molt intens.
El poblament actual es caracteritza per la forta concentració demogràfica en la capital i en dos altres municipis. Tàrrega inclou actualment més d'un terç de la població total de la comarca. Segueixen en importància (Agramunt 5.439 h.) i Bellpuig d'Urgell (4.755 h.). Només altres quatre municipis superen el miler d'habitants, tots amb terres de regadiu: Anglesola, Castellserà, la Fuliola i Verdú.
| 1497 f | 1515 f | 1553 f | 1717  | 1787   | 1857   | 1877   | 1887   | 1900   | 1910   |
| ------ | ------ | ------ | ----- | ------ | ------ | ------ | ------ | ------ | ------ |
| 1.238  | 1.494  | 1.677  | 6.794 | 17.511 | 28.343 | 27.556 | 28.938 | 29.428 | 30.870 |

| 1920   | 1930   | 1940   | 1950   | 1960   | 1970   | 1981   | 1990   | 1992   | 1994   |
| ------ | ------ | ------ | ------ | ------ | ------ | ------ | ------ | ------ | ------ |
| 32.166 | 31.808 | 30.454 | 31.762 | 30.471 | 30.345 | 29.618 | 30.172 | 29.749 | 29.749 |

| 1996   | 1998   | 2000   | 2002   | 2004   | 2006   | 2008   | 2010   | 2012   | 2014   |
| ------ | ------ | ------ | ------ | ------ | ------ | ------ | ------ | ------ | ------ |
| 30.181 | 30.495 | 31.029 | 32.042 | 33.038 | 34.638 | 36.064 | 37.322 | 36.975 | 36.526 |

| 2016   | 2018   | 2020 | 2022 | 2024   | 2026 | 2028 | 2030 | 2032 | 2034 |
| ------ | ------ | ---- | ---- | ------ | ---- | ---- | ---- | ---- | ---- |
| 36.059 | 36.243 | -    | -    | 38.555 | -    | -    | -    | -    | -    |

## Política i govern

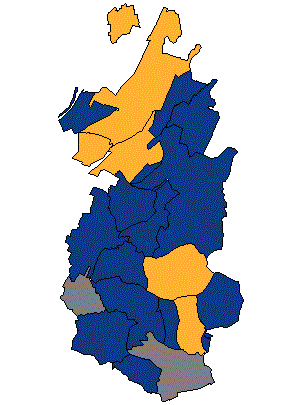
Mapa dels municipis de la comarca segons les alcaldies obtingudes segons les eleccions municipals de 2015.

| ERC-AM                   |
| CiU                      |
| PSC-CP                   |
| Partit Popular Català    |
| ICV-EUiA-EPM             |
| CUP-PA                   |
| ------------------------ |
| independents-FIC         |
| confluències d'esquerres |
| RCAT                     |
| MES                      |

## Sector primari

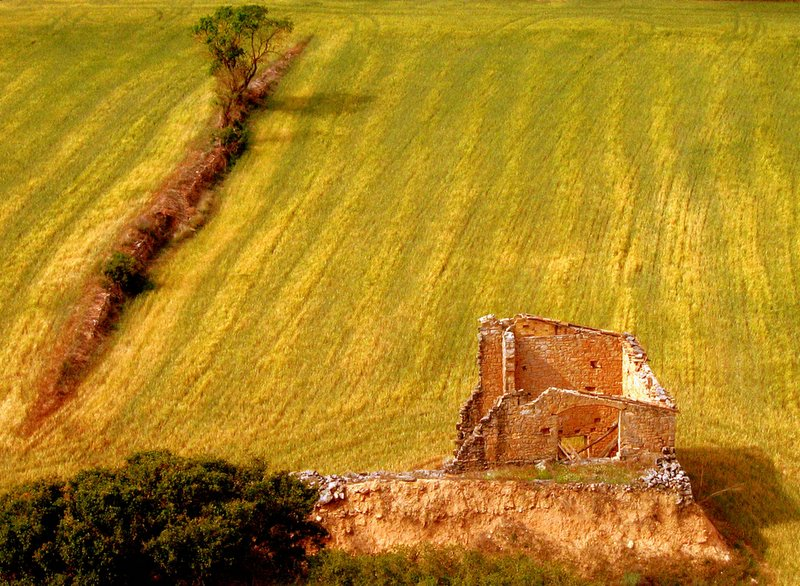
La major part de la superfície de la comarca es dedica a l'agricultura, com en aquests camps prop de Rocallaura (Vallbona de les Monges)

L'agricultura ha estat la base de l'activitat tradicional de la comarca. Fins al segle xviii hi havia una agricultura de secà de cereals (blat, ordi, civada, de vinya, d'ametllers i oliveres. Hi havia una mica d'horta als reguers, horts vora els rius. Al llarg del segle xviii l'activitat agrícola pren una forta embranzida, i nombroses terres fins aleshores de bosc, matollar o pastures, són plantades de vinya, oliveres i ametllers.
Però les planes de l'Urgell eren mirades per molts com a terres de gran futur agrícola. Però hi mancava l'aigua. I així nasqué el projecte del canal d'Urgell, història que s'explica més endavant. Les transformacions dutes pel canal d'Urgell només afecten directament una part de la comarca. Tres quartes parts de la terra conreada és de secà.
Uns dos terços del regadiu és dedicat a cereals per a gra. El regadiu no comportà canvis importants en els conreus de manera immediata, ja que s'hi continuà cultivant blat i ordi, com en el secà. La manca d'aigua per regar a l'estiu dificultà la introducció de plantes d'estiu. Fins a la dècada de 1960, amb una millor regularització del cabal del canal, no es modificà el tipus de cultius. A partir d'aquest moment el panís, o blat de moro, ocupa cada vegada més terreny, com també alguns farratges (alfals) i les hortalisses (cebes). Actualment el panís és el cultiu més estès en el regadiu de l'Urgell. Els fruiters ocupen una extensió reduïda.
Els millors regadius són els de la plana, que ocupen poca extensió en la comarca actual, ja que una part important de la plana ha estat incorporada a la nova comarca del Pla d'Urgell.
El secà és destinat sobretot a cereals per a gra, en especial ordi. Només una superfície reduïda, en especial al sud de l'Urgell, es destinava a la vinya, l'olivera i l'ametller.
La ramaderia és una activitat complementària a l'agricultura, que en nombroses ocasions ha esdevingut l'activitat econòmica principal del pagès, o ramader. Hi ha una ramaderia industrial porcina i d'aviram. Les granges s'orienten majoritàriament a l'engreix del porc i al pollastre. Hi ha també granges dedicades a la cria de truges, a gallines de posta i a conills. El sistema d'explotació d'integració és molt emprat. La casa integradora, normalment una fàbrica de pinsos, serveix els animals, cobreix l'atenció veterinària, facilita el pinso i comercialitza les vendes. El pagès posa la granja i la feina de cuidar del manteniment, i l'engreix del bestiar. Al sector del regadiu també és important la ramaderia vacuna: vaques de llet i engreix de vedells.

## Sector secundari
Malgrat la importància de l'agricultura i la ramaderia, la indústria és l'activitat que ocupa més gent a la comarca. La indústria és molt diversificada. Les branques principals són l'agropecuària, la tèxtil i la metal·lúrgica. El centre industrial més important és Tàrrega.
Dintre les indústries agropecuàries destaquen la producció d'oli, escorxadors, fàbriques d'embotits, farineres, pastisseries, assecadors de blat de moro i deshidratació d'alfals. Hi ha diverses fàbriques de pinso. La indústria metal·lúrgica és la que ocupa més gent: maquinària agrícola i material de transport. També destaquen les indústries tèxtils (jute, cotó) i la de paper.

## Infraestructures
L'Urgell és una comarca força ben comunicada, malgrat restar fora dels grans eixos moderns (autopista, AVE). La via de comunicació principal és la carretera general de Barcelona a Madrid (N-II), que travessa la comarca pel mig i passa per Tàrrega i Bellpuig d'Urgell. De Tàrrega surten les carreteres cap Agramunt i Artesa de Segre i cap a Montblanc, i a pocs quilòmetres hi ha la carretera que comunica amb Balaguer. Aquestes i diverses carreteres locals fan que Tàrrega sigui ben comunicat amb la resta de la comarca i amb les capitals de les comarques veïnes.
La línia fèrria de Barcelona-Manresa-Lleida té un itinerari proper al de la carretera general. Hi ha estacions a Tàrrega i Bellpuig d'Urgell.

## Història
Vegeu Comtat d'Urgell i Bisbat d'Urgell.